# 마키이우카

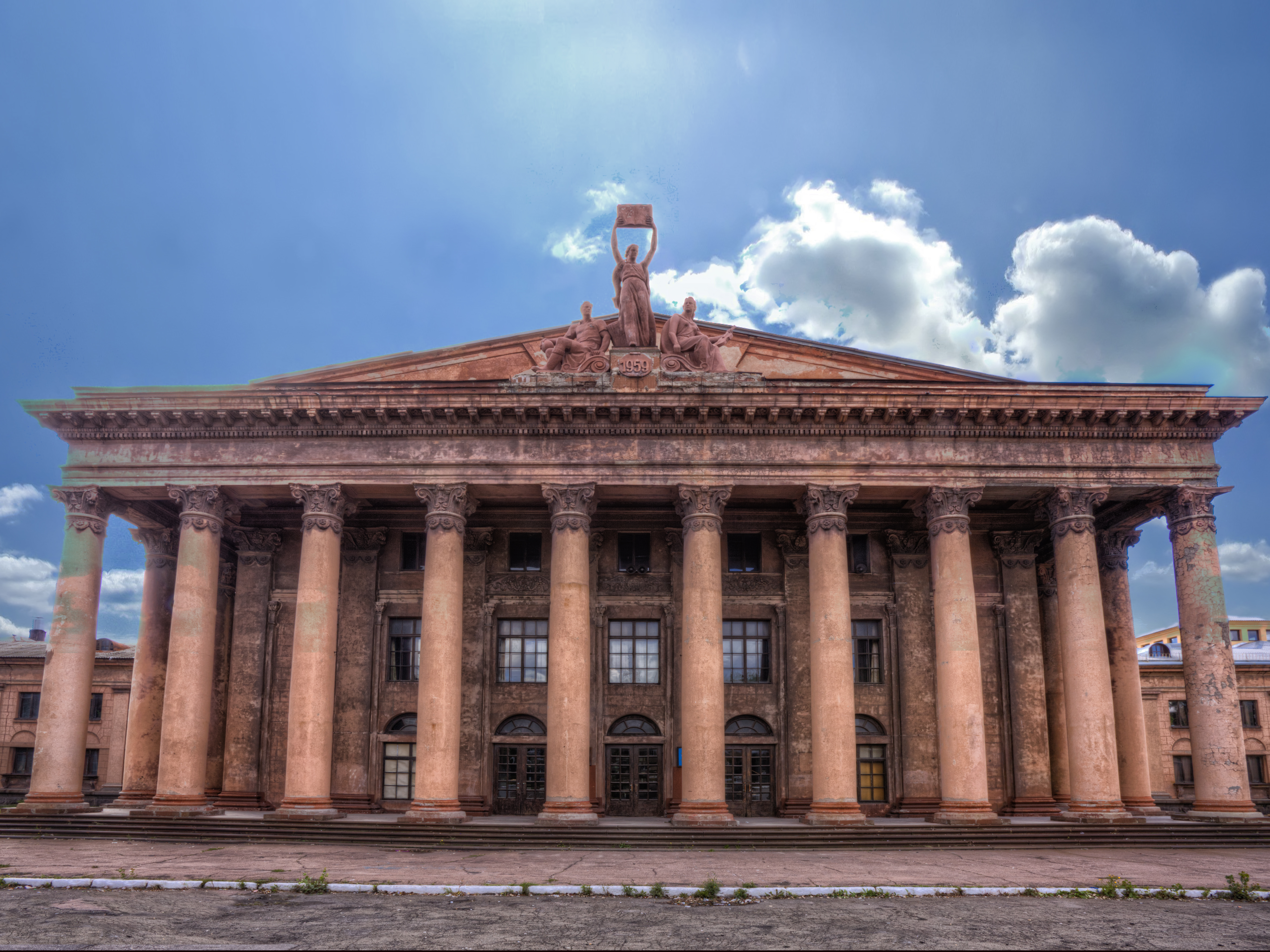
마키이우카 철강 공장 문화궁전

마키이우카(우크라이나어: Макіївка, 러시아어: Макеевка 마케옙카[*])는 우크라이나 동부 도네츠크주의 도시로 면적은 426km2, 높이는 169m, 인구는 353,918명(2013년 기준), 인구 밀도는 1,786명/km2이다. 도네츠크에서 15km 정도 떨어진 곳에 위치한다. 철강 생산과 광업의 중심지이다.

## 인구
2001년 우크라이나 인구 조사에 따르면:

시기
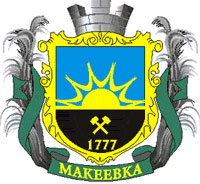
시 문장